# Прищеповка (Николаевская область)
Прищеповка (укр. Прищепівка) — село в Братском районе Николаевской области Украины.
Население по переписи 2001 года составляло 57 человек. Почтовый индекс — 55442. Телефонный код — 5131. Занимает площадь 0,661 км².

## Местный совет
55442, Николаевская обл., Братский р-н, с. Каменно-Костоватое, ул. Октябрьская, 20